# Wilhelm Lichtenheld

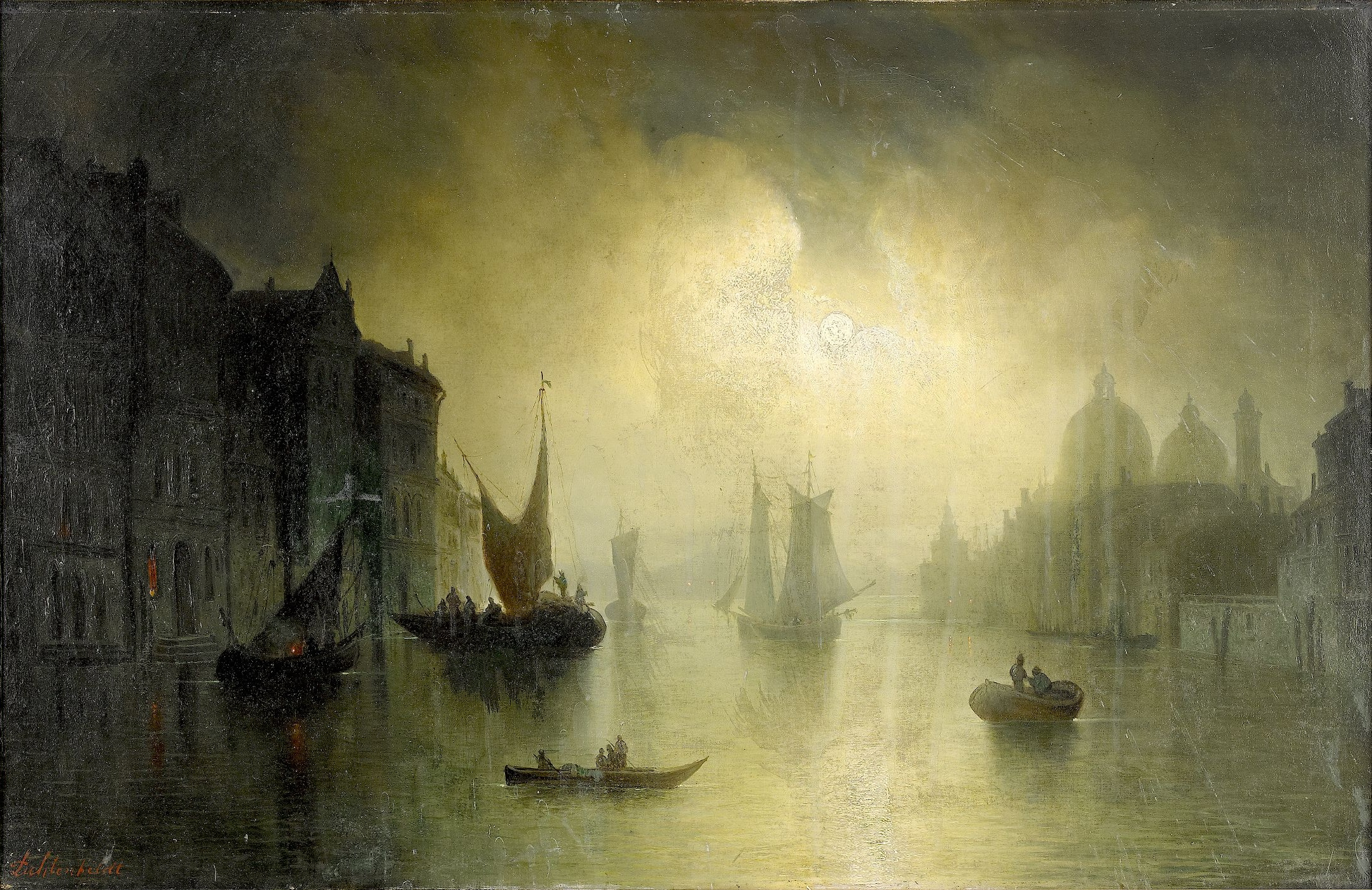
Canale Grande im Mondschein

Wilhelm Lichtenheld (* 13. Oktober 1817 in Hamburg; † 25. März 1891 in München) war ein deutscher Architektur- und Landschaftsmaler.
Geboren als Sohn eines Schauspielers des Hamburger Stadttheaters, studierte Lichtenheld seit dem 2. Juli 1839 ein Jahr lang an der Königlichen Akademie der Künste in München.
Danach kopierte er Werke alter Meister in der Alten Pinakothek, was für ihn eine autodidaktische Fortbildung bedeutete. Lichtenheld malte auch eigene Werke, zunächst Genrebilder, später hauptsächlich romantische Landschaften, oft bei Mondschein. 1840 wurde er Mitglied des Münchener Kunstvereins und begann an dessen Kunstausstellungen teilzunehmen. Er unternahm eine Studienreise nach Italien und besuchte u. a. Venedig.
Wilhelm Lichtenheld wurde im Grab der Münchner Künstlergenossenschaft auf dem Alten Nordfriedhof in der Münchner Maxvorstadt bestattet.